# Розвал, Яков Борисович
Яков Борисович Розвал (1932—2015) — советский, российский инженер, главный конструктор Всесоюзного научно-исследовательского института телевидения и радиовещания, Почётный радист.

## Биография

### Детство и юность
Розвал Яков Борисович родился 21 декабря 1932 в Одессе в обеспеченной еврейской семье.
В те годы в стране — голод, политические репрессии и многие попадали в тюрьму из-за подозрения в шпионаже. Его отец Борис Семёнович, будучи главным инженером на заводе, тоже не избежал этой участи и в 1937 году попал в ГУЛАГ.
После ГУЛАГа и до своей смерти в 1963 году Борис Семёнович работал на закрытом военном заводе («шарашка»).
В 1950 Яков Розвал окончил 10 классов средней школы с золотой медалью и поступил в Московский государственный университет геодезии и картографии. В другие институты он не мог поступить, поскольку его отец не был полностью реабилитирован.

### Карьера
После окончания института его послали на дальний Восток в качестве инженера-геодезиста. Он проработал в разных городах около 5 лет.
В 1963 его отец был полностью реабилитирован, и Яков поступает в Московский энергетический институт по специальности «Промышленная электроника». С 1963 работал во Всесоюзном научно-исследовательском институте телевидения и радиовещания (ВНИИТР) в качестве инженера.
В сотрудничестве с В. А. Петропавловским разработал лабораторный образец первой советской цветной телевизионной камеры.
После 10 лет работы был назначен главным конструктором этого института. В это время он и создает большинство своих изобретений.

### Пенсия и смерть
Я. Б. Розвал вышел на пенсию с должности главного конструктора в 2012 году, в восьмидесятилетнем возрасте. Яков Борисович умер 26 июля 2015 года от рака. Его останки захоронены на Ваганьковском кладбище.

## Изобретения
Яков Борисович Розвал — автор многих выдающихся изобретений, среди которых первая советская цветная передающая камера а также многие другие. Всего их около 50.
- Цветная передающая телевизионная камера
- Устройство выравнивания цветоделенных сигналов
- Магниточувствительное устройство
- Устройство для рентгенофлуоресцентного анализа
- Астрономический корректор координат летательных аппаратов

## Награды и звания
- Почетный радист
- Изобретатель СССР
- Отличник телевидения и радио
- Ветеран труда
- Бронзовая медаль ВДНХ
- Медаль — «300 лет флоту»
- Медаль — «В память 850-летия Москвы»